# Lisiec Nowy
Lisiec Nowy – wieś w Polsce położona w województwie wielkopolskim, w powiecie konińskim, w gminie Stare Miasto.
W latach 1975–1998 miejscowość administracyjnie należała do województwa konińskiego.
Zobacz też: Lisiec, Lisiec Mały, Lisiec Wielki